# Philippe Nahoun
Ne doit pas être confondu avec Philippe Nahon.
Philippe Nahoun, né le 1er mars 1949 à Paris, est un réalisateur français.

## Biographie
Philippe Nahoun naît le 1er mars 1949 à Paris. D'abord acteur de théâtre et dramaturge, il écrit notamment six pièces pour Rainer Werner Fassbinder. Il est le réalisateur d'Une fille unique.